# Paulo Henrique (Fußballspieler, 1972)
Paulo Henrique Miranda (* 21. Februar 1972) ist ein ehemaliger brasilianischer Fußballspieler.

## Karriere
Henrique begann seine Karriere beim Erstligisten SC Internacional. 1992 gewann er mit dem Verein den Copa do Brasil. 1996 wechselte er zu Criciúma EC. 1997 wechselte er zu Grêmio FBPA und gewann im selben Jahr den Copa do Brasil. 1999 wechselte er zum japanischen Erstligisten JEF United Ichihara. Im Sommer 1999 wechselte er nach Japan zum Zweitligisten Vegalta Sendai. Danach spielte er bei Defensor Sporting Club, Eastern AA und Metro Gallery FC.

## Erfolge
SC Internacional
- Staatsmeisterschaft von Rio Grande do Sul: 1991, 1992
- Brasilianischer Pokalsieger: 1992

Grêmio FBPA
- Brasilianischer Pokalsieger: 1997